# Okres Dębica
Okres Dębica (polsky Powiat dębicki) je okres v polském Podkarpatském vojvodství. Rozlohu má 776,36 km² a v roce 2019 zde žilo 135 299 obyvatel. Sídlem správy okresu je město Dębica.

## Gminy
Městská:
- Dębica

Městsko-vesnické:
- Brzostek
- Pilzno

Vesnické:
- Czarna
- Dębica
- Jodłowa
- Żyraków

## Města
- Brzostek
- Dębica
- Pilzno

## Sousední okresy
| Růžice kompasu | Dąbrowa | Mielec       |                    | Růžice kompasu |
| Růžice kompasu | Tarnów  | Sever        | Ropczyce-Sędziszów | Růžice kompasu |
| Růžice kompasu | Tarnów  | Okres Dębica | Ropczyce-Sędziszów | Růžice kompasu |
| Růžice kompasu | Tarnów  | Jih          | Ropczyce-Sędziszów | Růžice kompasu |
| Růžice kompasu |         | Jasło        | Strzyżów           | Růžice kompasu |